# ۸۷۵ (میلادی)
۸۷۵ (میلادی) هشتصد و هفتاد و پنجمین سال تقویم میلادی است.

## درگذشتگان
‎